# 作者不詳 ミステリ作家の読む本
『作者不詳 ミステリ作家の読む本』（さくしゃふしょう ミステリさっかのよむほん）は、三津田信三による日本の推理小説・ホラー小説。作家3部作の第2長編。
単行本は、2002年8月6日に講談社〈講談社ノベルス〉より書き下ろしで刊行された。文庫版は、2010年12月15日に講談社文庫より刊行された。文庫版の装丁は、坂野公一（welle design）による。文庫版の装画は、村田修が手がけている。短編「霧の館」は、『本格推理3』（光文社文庫）に入選している。短編「子喰鬼縁起」は、第1回創元推理短編賞候補作に選ばれている。
小説家の笠井潔は「作家三部作の中でも、本作は読者にもたらす幻惑感では他の2作を圧している」と評価している。

## あらすじ
杏羅町
信三は、20代半ばのころ、散歩をしていると、杏羅（あんら）町という町にたどりついた。そして、〈古本堂〉という古本屋を見つける。やがて、信一郎は〈古本堂〉の主人である神地から、発行元が〈迷宮社〉となっている『迷宮草子』という同人誌を紹介され、購入する。
第1話 「霧の館」 依武 相
東城雅哉の小説に惹かれて、朱雀（しゅじゃく）連山に来た〈僕〉は、霧ヶ岳を通り、鬼戸（きど）牧場に出るつもりだったが、まったく逆方向の神々櫛（かがぐし）里のほうへ出てしまい、気がつくと、ハーフ・ティンバーと呼ばれる木造の洋館の前に飛び出していた。その洋館の住人である沙霧によると、洋館から神々櫛村までは、徒歩で1時間半から2時間はかかるという。〈僕〉はこの洋館に止めてもらうことになる。その夜、〈僕〉は〈沙霧であって沙霧でない少女〉の姿を目にし、沙霧のドッペルゲンガーなのではないかと考える。翌日、〈僕〉は沙霧とともに、館周辺の散策に出かけた。霧ヶ岳の水源から神々櫛村へと流れる狐無（こなし）川の河原で昼食を食べる。〈僕〉は、老婆から「沙霧には砂霧という姉がいる」ときく。ある朝、〈僕〉は本棚の前で事切れている沙霧を発見する……。
月曜日
信三は、信一郎から電話を受けて、彼の家へ向かう。私鉄の終着である杏羅の駅を降り、北町の商店街を抜け、女子大学の前の坂を下っているところで、霧が出ているのに気づく。廼摩杜（のまと）町を抜け、穂紗（ほさ）橋を渡り、聖紀（しょうき）天皇陵の脇を通り、廉峰（れんぽう）町を抜けて、真如（しんにょ）寺のある竹暮（たけくれ）町に入り、飛鳥家へとたどりつく。信三は信一郎から、『迷宮草子』という同人誌は、同時に2冊以上を目にした者がおらず、忘れたころにふっと古書市場に出てくる、という本で、この本を購入した人物のうち2人が行方不明になっている、ときく。そして、信一郎は、『迷宮草子』に収められた話の謎を解けば助かるのではないか、と考える。
第2話 「子喰鬼縁起」 丁江 州夕
〈私〉は、妻と死別し、ひとり息子の朔次（さくじ）まで亡くした。〈私〉は、19年前の夏に起きた出来事のことを思い起こす。その年の朱雀神社の夏祭では、刃物を持った男に赤ん坊がさらわれ、また朱雀連山への登山口付近に立つ古木に雷が落ちた。さらに、「境内にある子喰鬼（こぐいおに）縁起碑に彫られた鬼が子どもを食べた」と、老婆が騒ぎ出した。こうした話を〈私〉は、一の鳥居がある目道（めみち）町の一の門の近くにある白狐荘（びゃっこそう）という旅館できいた。朱雀の地には、子喰鬼という化け物の伝承が伝わっている。〈私〉は妻と桝尾夫婦とともに、朱雀神社の参道を歩く。そこで、鑿をもった男が女性客に絡み、助けに入った桝尾が負傷する。そして、桝尾夫婦の赤ん坊がさらわれる。山鹿は、朱雀連山の霰（あられ）ヶ岳で屍体となって発見される。
火曜日
信三は、京都にある出版社に勤めている。信三が、会社の倉庫で数冊の本を捜していると、得体の知れない何かが近づいてくる……。飛鳥家に着いた信三は、『迷宮草子』の「子喰鬼縁起」という話の謎について話し合う。
第3話 「娯楽としての殺人」 泥 重井
〈私〉は、茄叉兎（なさど）という地方の町にある池和（いけわ）荘に住んでいる。8月のある日、〈私〉が古雑誌の山を漁っていると、「娯楽としての殺人」というタイトルの原稿を発見する。その翌日の朝、真戸崎の死体が見つかる。9月のある日、〈私〉は「娯楽としての殺人」を読み、〈親友殺し〉について書かれていることを知る。この原稿が真戸崎の死と関係があるのではないか、と考えた〈私〉は、犯人を突き止めるために、〈尋問〉を開始する……。
水曜日
信三は、奈良の杏羅の駅から電車で京都駅まで行き、そこから会社へ行くというルートで通勤している。信一郎は、夢野久作の猟奇歌を口ずさんだ後、信三の首を両手で締めつける。信三は、怪異が信一郎に憑いていることに気づく。
第4話 「陰画の中の毒殺者」 廻数回 一藍
これは、〈私〉が大学4回生の夏に、朱雀連山の霰ヶ岳に登ったときに、狢（むじな）の泉の近くの避難小屋で一夜をともにした老人が語った本人の体験談である。井間谷が若いころのある日、民子、笠木、矢尾、志島、中杉との集まりで、皆が珈琲を飲んだ後、笠木がワインを口にして毒死する……。
木曜日
信三と信一郎が「陰画の中の毒殺者」という話の謎を解くために話し合っていると、明日香がその話を盗み聞きしてしまい、3人で話し合いを続けることになる……。
〈古本堂〉
信三と信一郎は、杏羅町にある〈古本堂〉を訪れる。信三が杏羅町米道（こめみち）側から、信一郎が杏羅町家中（やなか）側の入口からそれぞれ入っていくと、店主の神地が逃げようとする……。神地は、『迷宮草子』を彼に譲った、大阪にある蠹魚亭（とぎょてい）という古書店主人からきいた、その本を入手した人物がその後どうなったかについて話す。
第5話 「朱雀の化物」 筆者不詳
〈私〉は、S地方のK村にある旧家の蔵で、あるノートを入手する。そこには、〈岩壁荘〉という山荘で起こった高校生鏖殺事件の詳細が書かれていた……。ミヨと6人の仲間は、朱雀（しゅじゃく）連山の霰（あられ）ヶ岳のふもとにある奥白庄（おくはくしょう）という地にある、リヨコの山荘〈岩壁荘〉に半顔坂（はんがんざか）を登って遊びにいく。リヨコの家系は代々、朱雀神社の神官を務めている。リヨコらは、深夜に狐狗狸さんをする。そして、惨劇が幕を開ける……。
金曜日
明日香が、熱を出して寝込む。信三は、会社からの帰りに、女子大学の前の坂で、前方の四辻の辺りに霧が出ているのを目にする。そして霧の中で〈朱雀の化物〉と遭遇する。信三は、〈朱雀の化物〉に追われながら、真夜中の緑葉中学校に逃げ込む……。
土曜日（午前）
信三と信一郎は、「朱雀の化物」という話の謎について話し合う。話し合いながらも、信一郎は何者かの視線を感じているようだった。
第6話 「時計塔の謎」 舌渡 生
〈僕〉は、千砂と伯母の住む時計屋敷へ行くために、山斜路線の列車に乗った。時計屋敷は、埋け戸（いけど）丘の上にある。〈僕〉は、中野原高校に受かったことを伯母に知らせる。昼食の後、千砂が時計塔の〈見晴らし台〉から落ちて亡くなる……。
土曜日（午後）
信三と信一郎は、「時計塔の謎」という話の謎について話し合う。信三は信一郎の話をききながら、なぜか深い闇の中へ落ちていくような感覚を覚える……。
第7話 「首の館」 裕
〈私〉は、〈迷宮社〉というウェブサイトのメンバーによる狗鼻島（くびじま）の〈狗鼻の館〉という建物での合宿に参加する。合宿では、同人誌『迷宮草子』の制作についての打ち合わせを行うことになっていた。舞々がクーラーボックスの中に、小栗虫太郎『黒死館殺人事件』、S・S・ヴァン・ダイン『僧正殺人事件』新田次郎『山が見ていた』、エラリー・クイーン『シャム双生児の謎』、藤本泉『時をきざむ潮』、ケネス・フィアリング『大時計』、江戸川乱歩『孤島の鬼』といった本が入っているのを見つける。そして、土ころびが絞殺された状態で発見される……。
日曜日
信三と信一郎は、「首の館」という話の謎について話し合う……。

## 登場人物
三津田信三（みつだ しんぞう）
編集者。
飛鳥信一郎（あすか しんいちろう）
信三の友人。
明日香（あすか）
信一郎の妹。
祖父江耕介（そふえ こうすけ）
信三の友人。
神地（かみち）
〈古本堂〉の主人。
桜井（さくらい）
信三の同僚。
玉川夜須代（たまがわ やすよ）
信三の後輩。

### 第1話 「霧の館」 依武 相
〈僕〉
旅人。
沙霧（さぎり）
洋館に住む少女。
砂霧（さぎり）
沙霧の姉。
東城雅哉
朱雀神社の二人巫女伝説を題材とした『夢寐の残照』などの作品がある。

### 第2話 「子喰鬼縁起」 丁江 州夕
桝尾（ますお）
医師。朱雀の北の愛染（あいぜん）に実家がある。
古葉（こば）
農家の娘。
東谷（ひがしたに）
農家の娘。
辻浦（つじうら）
刑事。
山鹿（やまが）
建設会社社員。
藤森谷賢三（ふじもりや けんぞう）
民俗学者。

### 第3話 「娯楽としての殺人」 泥 重井
〈私〉
女子大生。国文科1年生。好きな作家は、津口十六人（つぐちいざひと）。
真戸崎（まとざき）
国文科2年生。
滋原（しげはら）
中国哲学科2年生。
戸部（とべ）
国文科3年生。
福利元（ふくりもと）
社会福祉科3年生。

### 第4話 「陰画の中の毒殺者」 廻数回 一藍
井間谷
老人。元医大生。
民子（たみこ）
女性。
笠木（かさき）
作家志望の男。
矢尾（やお）
書生。
志島（しじま）
医師。
中杉（なかすぎ）
患者。

### 第5話 「朱雀の化物」 筆者不詳
〈私〉
民俗学関係の研究員。
リヨコ
中野原（なかのはら）高校の生徒。
ヤスヒロ
リヨコの級友。
ミヨ
リヨコの級友。
ナオミ
リヨコの級友。
アケミ
リヨコの級友。
シゲキ
リヨコの級友。
Y
リヨコの級友。

### 第6話 「時計塔の謎」 舌渡 生
千砂（ちさ）
網膜色素変性症患者。
古瀬（こせ）
時計屋敷の管理をしている。
幸嗣（こうじ）
〈僕〉の従兄。

### 第7話 「首の館」 裕
〈私〉
〈迷宮社〉のメンバー。編集者。藍包（らんぽう）と名乗る。
土ころび
〈迷宮社〉のメンバー。ライター。
立直（リーチ）
〈迷宮社〉のメンバー。大学教授。
舞々（まいまい）
〈迷宮社〉のメンバー。フリーター。
Π（パイ）
〈迷宮社〉のメンバー。大学生。
神童末寺（しんどうまつじ）
〈迷宮社〉のメンバー。

## 備考
次のように、刀城言耶シリーズとのリンクが見られる。
- 神々櫛村は、『厭魅の如き憑くもの』『水魑の如き沈むもの』にも登場する。
- 戸部の部屋の炬燵の上に東城雅哉の『九つ岩石塔殺人事件』が置かれている。

次のように、死相学探偵シリーズとのリンクが見られる。
- 杏羅町は、弦矢駿作の住所である。

次のように、現実世界とのリンクが見られる。
- 作品世界では、女子大学の前を通って穂紗橋を渡ると、聖紀天皇陵に通じ、その東側には面胆町があり、そこには緑葉中学校があるが、現実世界では、奈良女子大学の前を通って佐保橋を渡ると、聖武天皇陵に通じ、その東側には多門町があり、その先に若草中学校がある。